# Café express
Pour plus de détails, voir Fiche technique et Distribution.
Café express est un film italien réalisé par Nanni Loy, sorti en 1980.

## Synopsis
Michele Abbagnano (Nino Manfredi) est un pauvre diable qui, pour survivre, s'improvise vendeur de café à la sauvette ; il exerce son activité sur la ligne de nuit du train de Vallo della Lucania à Naples. Le film raconte ses vicissitudes et les mensonges qu'il doit inventer pour gagner sa vie alors qu'il est traqué par la police ferroviaire et par une petite bande de voleurs qui voudraient le prendre comme complice pour leurs vols à la tire.

## Fiche technique
- Titre original : Café express
- Réalisation : Nanni Loy
- Scénario : Elvio Porta, N. Loy et Nino Manfredi
- Photographie : Claudio Cirillo (en)
- Musique : Giovanna Marini
- Décors : Umberto Turco
- Costumes : Mario Giorsi, Erminia Ferrari
- Montage : Franco Fraticelli
- Producteurs : Franco Cristaldi, Nicola Carraro (it)
- Société de production :Vides Cinematografica
- Pays d'origine : Italie
- Durée : 100 minutes
- Genre : Comédie dramatique
- Format : Couleur, 16 : 9
- Dates de sortie :
  - Italie : 16 février 1980
  - France : 25 février 1981

## Distribution
- Nino Manfredi : Michele Abbagnano
- Adolfo Celi : Inspecteur Pisanelli
- Vittorio Caprioli : Improta, un pickpocket
- Silvio Spaccesi (it) : Giuseppe Sanguigno, un contrôleur
- Vittorio Mezzogiorno : Amitrano, un autre pickpocket
- Antonio Allocca : Califano
- Gigi Reder : Cammarota, le brancardier
- Nino Terzo (it) : le chef de gare
- Luigi Basagaluppi : un autre contrôleur
- Marisa Laurito : Liberata
- Maurizio Micheli : l'employé

## Récompenses
- Nastro d'argento 1980 du meilleur acteur (Nino Manfredi) et du meilleur sujet (Elvio Porta)